# フービン県
フービン県（フービンけん、英語: Phú Bình District、ベトナム語：Huyện Phú Bình / 縣富平?）は、ベトナム社会主義共和国タイグエン省の県である。面積は243.37 km²、人口は148,260人（2019年）である。フービン県は、ドンリエン社などの地区に分割することもできる。フービン県は、タイグエン省中心部から東に28キロ離れたウックソン町（Uc Son town）にあり、東はバクザン省のイエンテー県、南はバクザン省のヒエップホア県、北と北西はバクリエウ省のドンハイ県、西と南西はタイグエン省のフォーイエンと接している。県内には伝統的なセロファン製のランタンの製造で知られる村などが含まれている。